# Cylindraspis indica
Cylindraspis indica је гмизавац из реда Testudines.

## Угроженост
Ова врста је изумрла, што значи да нису познати живи примерци.

## Распрострањење
Ареал врсте је био ограничен на острво Реинион.